# Gayal
Gayalen (Bos frontalis), også kaldet mithun er en stor, delvist domesticeret okseart, der taksonomisk hører til under de skedehornede pattedyr. Man finder den i Nordøstindien, Bangladesh, det nordlige Burma og Yunnan i Kina. Gayalen er en domesticeret variant af gauren.

## Fysiske karakteristika
Gayalen adskiller sig på en række væsentlige punkter fra gauren. Den er noget mindre end gauren med ben, der er har samme proportioner som gauren, men har en noget mindre skulderhøjde. Forhøjningen på ryggen er noget mindre markant, og tyrene har en større doglap på halsen. Hovedet er kortere og bredere med en helt flad pande og en lige linje mellem de steder, hvor hornene vokser ud. De tykke og massive horn er ikke så tydeligt flade og runder ikke nær så meget som hos gauren, men går næsten lige ud fra siden af hovedet og kurver svagt opad ved spidserne, men går ikke indad.
Koen er meget mindre end tyren og har kun en antydning af en doglap på halsen. Skindets farve på hoved og krop er sort-brun hos begge køn, og den nederste del af benene er hvid eller gullig. Hornene er ensartet sorte fra basen til spidsen. Der findes også brogede eller hvide dyr.

## Udbredelse og habitat
Basalt set lever gayalerne i skove på skråninger. I Indien holdes de halv-domesticerede gayaler af befolkningsgrupper, der lever på skråningerne i Tripura, Mizoram, Assam, Arunachal Pradesh og Nagaland. De findes også i Chittagong Hill Tracts i Bangladesh. I det nordlige Burma findes de i delstaten Kachin, og i det tilstødende kinesiske Yunnan kun i områderne omkring floderne Trung og Salween. I Nagaland holdes dyrene i mere vildtlevende form, hvor de lever i hjorde, der holdes øje med af hyrder, som er ansat af landsbyer eller ejere af hjordene. Dyrene adlyder hornsignaler, som er forskellige for de enkelte hyrder eller ejere. Fra fødslen til de skal slagtes eller sælges på marked lever gayalerne i deres hjorde, hvor de strejfer rundt ret frit i skovene.

## Kulturel betydning
Gayalerne har en central betydning for mange af beboerne i de områder, hvor de lever; befolkningen kombinerer ofte gayal-holdet med høst af sago. For folk blandt nyishier og adier har ejerskabet af gayaler traditionelt været et mål for familiernes rigdom. Gayalerne malkes ikke og bruges ikke som arbejdsdyr, men bruges til kødforsyning lokalt. Man holder styr på, hvem der ejer hvilke dyr, ved at øremærke dem.
Gayalen er et statssymbol for delstaterne Arunachal Pradesh og Nagaland.